# Una terra senza popolo per un popolo senza terra

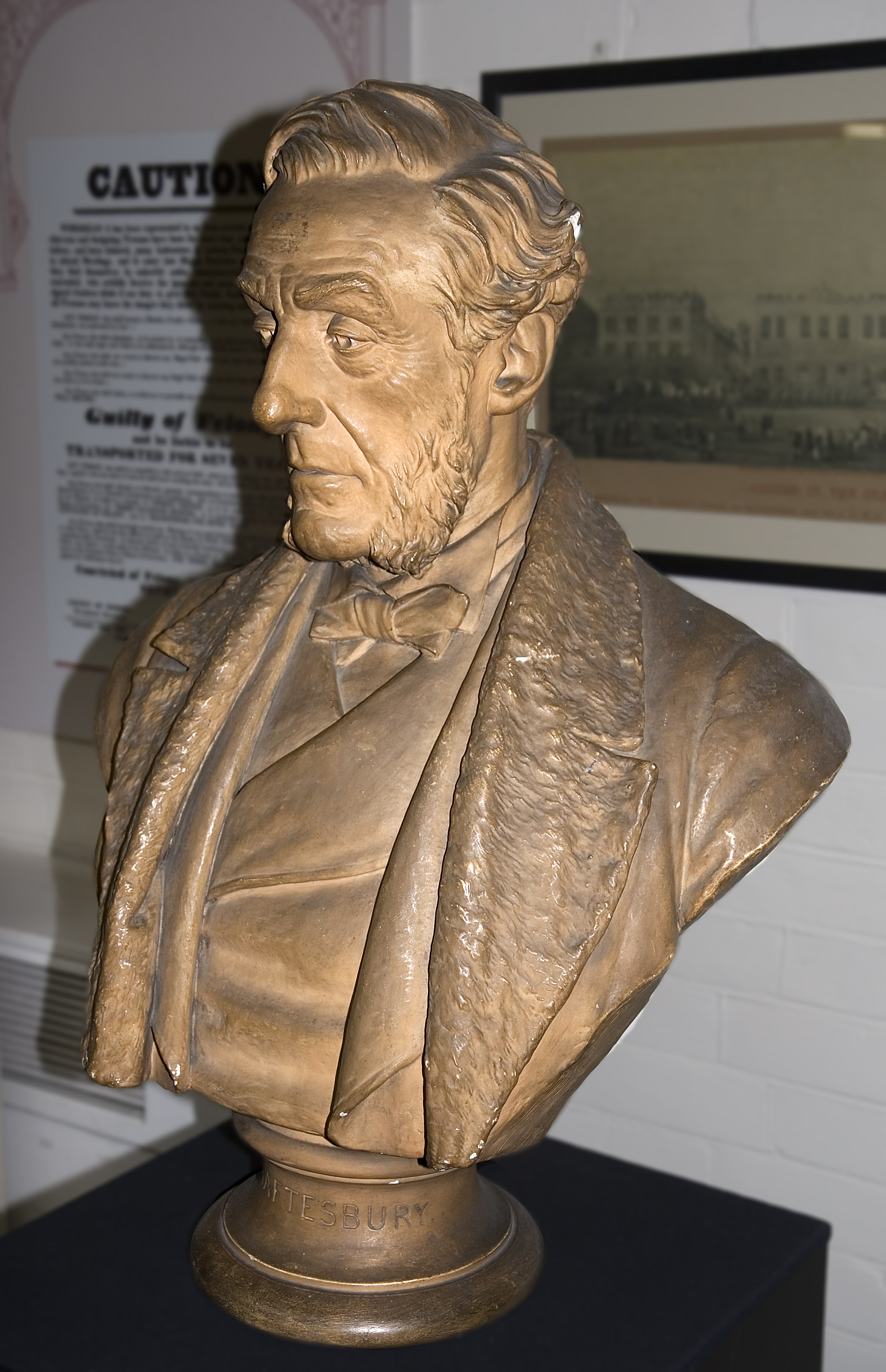
Busto di Anthony Ashley-Cooper, di F. Winter, 1886. Dalla collezione del Dorset County Museum, Dorchester.

"Una terra senza popolo per un popolo senza terra" (A land without a people for a people without a land) è una frase citata spesso in associazione con la ricostituzione di uno stato ebraico in Palestina.
Anche se solitamente viene assunta come slogan sionista, la frase fu in effetti coniata da un ecclesiastico cristiano restaurazionista nel 1843, e da allora è stata largamente usata negli ambienti cristiani favorevoli alla creazione dello Stato di Israele.
Secondo alcuni studiosi, la frase non ebbe mai grande diffusione tra gli Ebrei sionisti. La storica israeliana Anita Shapira ha però sostenuto che lo slogan era comune tra i sionisti tra la fine del XIX e l'inizio del XX secolo.

## Storia
Nel 1843 il reverendo cristiano restaurazionista Alexander Keith scrisse che gli Ebrei erano "a people without a country; even as their own land, as subsequently to be shown, is in a great measure a country without a people" ("un popolo senza una patria; anche perché la loro terra, come si dimostrerà successivamente, è in gran misura un paese senza un popolo"). Questa frase venne scritta dopo che nel 1831 gli ottomani erano stati cacciati dalla Grande Siria (Palestina inclusa) dall'espansionismo egiziano, nella Prima guerra turco-egiziana. Nel 1840 l'Impero britannico (preoccupato della crescente potenza militare egiziana che avrebbe controllato lo stretto di Suez e del possibile indebolimento dell'Impero ottomano che avrebbe portato la Russia ad avere accesso ai Dardanelli) mandò una flotta della Marina Reale (Royal Navy) sotto il comando di Charles John Napier. Napier bombardò Beirut nel 1841, e poi attraccò nel porto di Alessandria d'Egitto, costringendo gli Egiziani a ritirarsi dalla Grande Siria (Palestina inclusa). Questo lasciava però aperto il problema di chi avrebbe governato il Levante. Il periodo intorno al 1840 vide allora nascere in Gran Bretagna, soprattutto all'interno del governo, un forte sostegno all'idea di restaurare la sovranità degli Ebrei sulla loro antica patria. Sebbene parte delle motivazioni fossero probabilmente religiose, le argomentazioni effettivamente utilizzate erano economiche e politiche.
Nel suo uso più comune la frase diventa: "Una terra senza popolo, un popolo senza terra", e compare per la prima volta a stampa nel 1844 in una recensione di un libro di Keith pubblicata su una rivista religiosa scozzese.
Anthony Ashley-Cooper, VII conte di Shaftesbury, nel luglio 1853, nel periodo precedente ai preparativi per la Guerra di Crimea, scrisse al primo ministro Aberdeen che la Grande Siria era "un paese senza una nazione" che aveva bisogno di "una nazione senza un paese... Dov'è una cosa del genere? Di sicuro c'è, gli antichi e legittimi signori del suolo, gli Ebrei!" Nel maggio dell'anno successivo, scrisse nel suo diario: "La Siria è 'sprecata senza un abitante'; queste vaste e fertili regioni saranno presto senza un sovrano, senza una potenza nota e riconosciuta che ne reclami il dominio. Il territorio deve essere assegnato a qualcuno o a qualcun altro... C'è un paese senza una nazione; e Dio ora, nella Sua saggezza e misericordia, ci indirizza verso una nazione senza un paese". Nel 1875, Shaftesbury disse al raduno annuale generale del Fondo per l'esplorazione della Palestina che "Abbiamo là una terra piena di fertilità e ricca di storia, ma quasi senza un abitante — una terra senza un popolo, e guardate! sparso per il mondo, un popolo senza un paese".
Varianti della frase usate nell'epoca pre-sionista e pre-statale includono "un paese senza un popolo per un popolo senza un paese", "una terra senza una nazione per una nazione senza una terra". Secondo Edward Said, la frase era "una terra senza persone per un popolo senza terra".
Per quello che riguarda la reale popolazione dell'area palestinese della zona le stime variano, anche di molto, in base alla loro fonte: pubblicazioni ebraiche del tempo, come The Maccabean, stivamavo all'inizio del XX secolo una popolazione di circa 150000, sostenendo che la percentuale di ebrei al tempo era già circa un terzo del totale. Studi più recenti, come quelli dello storico tedesco Alexander Scholch, valutavano i residenti della Palestina del 1850 in circa 350000, un terzo dei quali concentrati in 13 città, di cui circa l'85% mussulmano, l'11% cristiano e il 4% ebreo. Lo storico statunitense Justin McCarthy, basandosi sui documenti dell'impero ottomano,, valutava la popolazione dell'area all'inizio del XIX secolo in 350 000 abitanti, in 411000 nel 1860 e circa 600000 nel 1900, con la popolazione araba al 94%. Il primo censimento dell'area dopo l'inizio del mandato Britannico venne effettuato nel 1922 Nel rapporto si afferma che era stato difficoltoso ottenere una stima della popolazione precedente alla Prima Guerra mondiale, ma che, in base ai dati ottomani, vi dovevano essere 689 275 abitanti, con 84660 (12%) ebrei, di cui 11660 (circa l'1,7% della popolazione totale e il 13,8% della popolazione ebraica) residenti nelle colonie, e circa 70000 cristiani (10%). Per quello che invece riguarda il censimento vero e proprio del 1922, questo mostrava una popolazione di 757 182 abitanti, suddivisa in 590890 musulmani (78%), 82498 ebrei (11%), 73024 cristiani (10%) e 9 474 abitanti appartenenti ad altri gruppi (1%)

## Uso della frase

### Uso della frase da parte dei cristiani sionisti e dei proponenti di un ritorno ebraico in patria

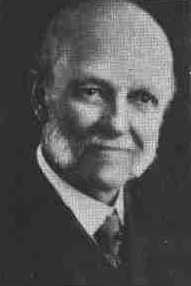
William Eugene Blackstone

William Eugene Blackstone (nato nel 1841) divenne un evangelista all'età di 37 anni. Dopo un viaggio in Terra santa nel 1881 si trasformò in un convinto restaurazionista. Come la maggior parte delle persone negli anni 1880 e 90, era inorridito dei pogrom perpetrati in Russia contro gli Ebrei su istigazione del governo locale.
Il Memoriale di Blackstone fu firmato da parecchie centinaia di eminenti Americani e ricevette grande attenzione. Anche se il Memoriale non conteneva la frase "terra senza un popolo", subito essere tornato dal suo viaggio in Israele nel 1881 Blackstone aveva scritto, sempre nel contesto della sua preoccupazione sul fato degli Ebrei russi: "E ora, in questo stesso giorno, ci troviamo faccia a faccia con l'atroce dilemma, che questi milioni di persone non possono rimanere dove sono, e tuttavia non hanno nessun altro posto dove andare... Questa fase della questione presenta una stupefacente anomalia – una terra senza un popolo, e un popolo senza una terra".
John Lawson Stoddard, un popolare oratore e autore di libri di viaggi, pubblicò nel 1897 un volume di viaggi in cui esorta gli Ebrei con queste parole: "Voi siete un popolo senza un paese; c'è un paese senza un popolo. Siate uniti. Realizzate i sogni dei vostri antichi poeti e patriarchi. Tornate, tornate alla terra di Abramo".
Secondo Adam Garfinkle quello che stavano dicendo Keith, Shaftesbury, Blackstone, Stoddard e gli altri cristiani dell'Ottocento che usavano questa frase era che la Terra Santa non era la sede di una nazione, nel modo in cui il Giappone è la terra dei Giapponesi e la Danimarca è la terra dei Danesi. Gli abitanti cristiani e musulmani di lingua araba della "Terra santa" non sembravano, agli occhi degli Europei e degli Americani di quell'epoca, costituire un popolo o una nazione definiti dal loro attaccamento alla Palestina; essi sembravano, piuttosto, parte dei più ampi popoli arabo, armeno o greco.

### Uso della frase da parte dei Ebrei sionisti
Nel 1901 nel New Liberal Review, Israel Zangwill scrisse che la "Palestina è un paese senza un popolo; gli Ebrei sono un popolo senza un paese".
In un dibattito all'Article Club nel novembre di quell'anno, Zangwill disse: "La Palestina ha solo una piccola popolazione di Arabi e di fellah e di tribù beduine vagabonde, senza legge e ricattatrici." Poi, con la voce drammatica dell'Ebreo errante, "restituiamo il paese senza un popolo al popolo senza un paese. (Sentite, sentite.) Perché abbiamo qualcosa da dare oltre che da prendere. Possiamo spazzare via il ricattatore — che sia un pascià o un beduino — possiamo far sbocciare il deserto come la rosa, e costruire nel cuore del mondo una civiltà che possa essere mediatrice e interprete tra l'Oriente e l'Occidente."
Nel 1902, Zangwill scrisse che la Palestina "rimane in questo momento un territorio turco quasi disabitato, desolato e rovinato". Tuttavia, nel giro di alcuni anni, Zangwill era "diventato pienamente consapevole del pericolo arabo", dicendo a un pubblico a New York, "La Palestine propriamente detto ha già i suoi abitanti. Il pascialato di Gerusalemme è già due volte più densamente popolato degli Stati Uniti" lasciando ai sionisti la scelta di scacciare gli Arabi o di trattare con una "grande popolazione straniera". Spostò il suo appoggio al progetto Uganda, portando a una rottura con il movimento sionista tradizionale entro il 1905.  Nel 1908, Zangwill disse a un tribunale di Londra che era stato ingenuo quando aveva fatto il suo discorso del 1901 e che da allora "si era reso conto di qual è la densità della popolazione araba", ossia due volte quella degli Stati Uniti. Nel 1913 andò ancora oltre, attaccando coloro che insistevano a ripetere che la Palestina era "vuota e abbandonata" e che lo chiamavano traditore per aver raccontato diversamente.
Secondo Ze'ev Jabotinsky, Zangwill gli disse nel 1916 che, "Se desiderate dare un paese a un popolo senza un paese, è una sciocchezza assoluta consentire che sia il paese di due popoli. Questo può solo causare guai. Gli Ebrei soffriranno e così i loro vicini. Delle due l'una: deve essere trovato un luogo diverso o per gli Ebrei o per i loro vicini".
Nel 1917 scrisse: "'Date il paese senza un popolo,' ha perorato magnanimamente Lord Shaftesbury, 'al popolo senza un paese.' Ahimè, è stato un errore fuorviante. Il paese contiene 600.000 Arabi."
Nel 1921 Zangwill scrisse: "Se Lord Shaftesbury è stato letteralmente inesatto nel descrivere la Palestina come un paese senza un popolo, è stato essenzialmente corretto, perché non c'è nessun popolo arabo che viva in intima fusione con il paese, utilizzandone le risorse e contrassegnandolo con un'impronta caratteristica: c'è nel migliore dei casi un accampamento arabo, il cui smantellamento addosserebbe agli Ebrei l'effettivo lavoro manuale di risanamento e impedirebbe loro di sfruttare i fellahin, i cui numeri e i cui salari inferiori sono un ulteriore, considerevole ostacolo alla proposta immigrazione dalla Polonia e da altri centri di sofferenze".
Nel 1914 Chaim Weizmann, in seguito presidente del Congresso Sionista Mondiale e il primo presidente dello stato d'Israele, disse: "Nel suo stadio iniziale il sionismo fu concepito dai suoi pionieri come un movimento interamente dipendente da fattori meccanici: c'è un paese che si dà il caso si chiami Palestina, un paese senza un popolo, e, d'altro canto, esiste il popolo ebraico, e non ha un paese. Che altro serve, allora, se non mettere la gemma nell'anello, unire questo popolo a questo paese? I proprietari di questo paese [i Turchi ottomani?] devono, perciò, essere persuasi e convinti che questo matrimonio è vantaggioso, non solo per il popolo [ebraico] e per il paese, ma anche per loro stessi".

### Asserzioni che non fosse uno slogan ebraico sionista
Lo storico Alan Dowty citò Garfinkle secondo cui la frase non era usata dai leader sionisti se non da Zangwill.
Diana Muir sostenne che questa frase era quasi assente dalla letteratura sionista pre-stato, scrivendo che, ad eccezione di Zangwill, "Non è evidente che questo sia mai stato lo slogan di qualche organizzazione sionista o che sia mai stato impiegato da qualcuna delle principali figure del movimento. Lo usa una mera manciata della valanga di articoli e di libri sionisti pre-stato. Per una frase così ampiamente attribuita ai leader sionisti, è notevolmente difficile da trovare nelle testimonianze storiche". Ella propone che: "A meno che o fino a quando non vengano alla luce nuove prove del suo ampio uso da parte di pubblicazioni e organizzazioni sioniste, l'asserzione che 'una terra senza un popolo per un popolo senza una terra' fosse uno 'slogan sionista ampiamente diffuso' dovrebbe essere ritirata".
Adam Garfinkle similmente dubita che la frase fosse di uso diffuso tra i sionisti. Dopo aver affermato che questa era una frase in uso tra i cristiani, scrive: "Se ci furono dei primi sionisti che convalidarono quella frase, tuttavia, non lo fecero facilmente né a lungo."

### Uso della frase da parte degli oppositori del sionismo
La frase è stata spesso citata da politici e attivisti politici che contestano le rivendicazioni sinoniste, come il Muftì di Gerusalemme, Mohammad Amin al-Husayni, che dichiarò che "La Palestina non è una terra senza un popolo per un popolo senza una terra!" Il 13 novembre 1974, il leader dell'OLP Yasser Arafat disse alle Nazioni Unite: "Addolora grandemente il nostro popolo assistere alla propagazione del mito che la sua patria fosse un deserto finché non fu fatto fiorire dal duro lavoro dei coloni stranieri, che fosse una terra senza un popolo". Nella sua "Dichiarazione d'indipendenza" del 14 novembre 1988, il Consiglio nazionale palestinese accusò "forze locali e internazionali" di "tentativi di propagare la menzogna che 'la Palestina è una terra senza un popolo.'" Salman Abu Sitta, fondatore e presidente della Società per la Terra di Palestina, definisce la frase "una perfida menzogna per rendere senza dimora il popolo palestinese". Hanan Ashrawi ha definito questa frase la prova che i sionisti "hanno cercato di negare l'esistenza e l'umanità stessa dei Palestinesi", citando la frase come se esprimesse la negazione israeliana dell'identità e della peculiarità culturale palestinese.
Secondo Diana Muir la prima testimonianza attestata dell'uso della frase da parte di un oppositore del sionismo si ebbe poco che la Gran Bretagna rilasciò la Dichiarazione Balfour. Muir cita anche altri usi pre-stato, compreso quello del 1918 da parte di Ameer Rihami, un libanese-americano, arabo cristiano nazionalista, che scrisse che  "Perfino io direi ... 'Date la terra senza un popolo al popolo senza una terra' se la Palestina fosse realmente senza un popolo e se gli Ebrei fossero realmente senza una terra". Rihami sosteneva che gli Ebrei non avessero bisogno di una patria in Palestina perché godevano da qualunque altra parte di "uguali diritti e uguale opportunità, per dire il minimo". E un uso da parte di qualcuno che ella descrive come un accademico arabista dell'inizio del XX secolo scrivesse che "Il loro stesso slogan, 'La terra senza un popolo per il popolo senza una terra,' era un insulto per gli Arabi del paese". Il giornalista statunitense William McCrackan disse: "Eravamo abituati a leggere nei nostri giornali gli slogan del sionismo, 'ridare un popolo a una Terra senza un Popolo,' mentre la verità era che la Palestina era già ben popolata con una popolazione che stava rapidamente aumentando per cause naturali".
Numerosi attivisti cristiani, compresi Keith Whitelam e Mitri Raheb, insinuano che i sionisti abbiano usato questa frase per presentare la Palestina come se fosse "senza abitanti".

## Interpretazione della frase da parte degli studiosi
Gli studiosi hanno opinioni divergenti sul significato della frase.

### Un'espressione della visione sionista di una terra vuota
Una interpretazione comune della frase è stata quella di un'espressione che definisce la terra priva di abitanti. Altri hanno sostenuto che "un popolo" è definito come nazione.
Il più eminente intellettuale a citare la frase fu lo studioso di letteratura Edward Said, che la prese per esemplificare un tipo di pensiero che spera di "cancellare e trascendere una realtà effettiva — un gruppo di residenti arabi — per mezzo di un desiderio futuro - che la terra fosse vuota per essere sviluppata da una potenza più meritevole". Nel suo libro The Question of Palestine, Said cita la frase in questa formulazione: "A land without people for a people without a land". Occorre ricordare che in inglese la parola people senza l'articolo indeterminativo può significare anche "gente, persone". Di conseguenza, la frase in quella formulazione può essere intesa come: "Una terra senza persone per un popolo senza terra". S. Ilan Troen e Jacob Lassner definiscono l'omissione da parte di Said dell'articolo indeterminativo 'a' ("un") una "distorsione" del significato e suggeriscono che sia stata fatta "forse maliziosamente" allo scopo di far acquisire alla frase il significato che Said e altri gli imputano, ossia che i sionisti pensavano che la terra fosse, o volevano farla diventare, una terra "senza persone". Steven Poole definisce questa omissione dell'articolo indeterminativo "una sottile falsificazione". Lo storico Adam Garfinkle critica Said per aver attribuito la frase a Zangwill senza dare una citazione. La critica più pesante di Garfinkle, tuttavia, è per aver scritto "without people" invece di "without a people", il che – egli dice – cambia sostanzialmente il significato.
Lo storico Rashid Khalidi concorda con Said, interpretando lo slogan come se esprimesse la rivendicazione sionista che la Palestina era vuota: "Nei primi giorni del movimento sionista, molti dei suoi sostenitori europei – e altri – credevano che la Palestina fosse vuota e scarsamente coltivata. Questa visione fu ampiamente propagata da alcuni dei principali pensatori e scrittori del movimento, quali Theodore Herzl, Chaim Nachman Bialik e Max Mandelstamm. Fu sintetizzata nello slogan sionista, ampiamente propagato, 'Una terra senza popolo per un popolo senza terra'". Muir criticò Khalidi per aver omesso di riconoscere la distinzione tra "a people" ("un popolo") e "people" ("gente, persone"). Citando due esempi dell'interpretazione di Khalidi di "people" come una frase riferita a una popolazione etnicamente identificata, accusa Khalidi di "fraintendere la frase 'a people' soltanto quando si discute la frase 'land without a people'.'"
Anita Shapira scrisse che la frase "conteneva una legittimazione della rivendicazione ebraica della terra e sopprimeva qualsiasi senso di disagio che un rivale di questa rivendicazione potesse mostrare".
Norman Finkelstein interpreta la frase come un tentativo dei sionisti di negare una nazione palestinese.

### Un'espressione dell'intenzione della pulizia etnica
Lo storico Nur Masalha considera la frase come una prova dell'intenzione sionista di realizzare un programma di pulizia etnica della popolazione araba - un programma eufemisticamente chiamato "trasferimento". Secondo Masalha, il "razzismo" demografico sionista e l'ossessione sionista per la "minaccia demografica" palestinese hanno "informato il pensiero dei funzionari israeliani fin dalla creazione dello stato d'Israele".

### Un'espressione del desiderio che gli Arabi andassero via
Ghada Karmi ed Eugene Cotran interpretano la frase come parte di una deliberata indifferenza, che non esprime una mancanza di consapevolezza dell'esistenza degli Arabi palestinesi da parte dei sionisti e, più tardi, degli Israeliani, ma, piuttosto, il fatto che sionisti ed Israeliani preferissero far finta che gli Arabi palestinesi non esistessero e il fatto che gli Ebrei avrebbero voluto che andassero via. Nur Masalha, collaborando a una raccolta curata da Ghada Karmi ed Eugene Cotran, cita il principale satirista d'Israele Dan Ben-Amotz, che osservava che "gli Arabi non esistono nei nostri libri di testo [per bambini]. Questo apparentemente è in accordo con i principi ebraico-sionistico-socialisti che abbiamo ricevuto. 'Un-popolo-senza-terra-ritorna-a una-terra-senza-persone'".

### Un'espressione dell'inesistenza di una nazione palestinese
Un altro gruppo di studiosi interpreta la frase come un'espressione del fatto che, nel XIX secolo e nel XX secolo fino alla Seconda guerra mondiale, gli Arabi viventi in Palestina non costituivano un gruppo nazionale cosciente di sé, "un popolo".
Lo storico Gudrun Krämer scrive che la frase era un'argomentazione politica che molti presero erroneamente per un'argomentazione demografica. "Quello che significava non era che non ci fossero persone in Palestina... Piuttosto, significava che le persone che vivevano in Palestina non erano 'un' popolo con una storia, una cultura e una legittima rivendicazione all'autodeterminazione nazionale... La Palestina conteneva delle persone, ma non 'un' popolo".
Steven Poole, in un libro sull'uso del linguaggio come arma in politica, spiega la frase in questo modo: "La rivendicazione specifica non era quella palesemente falsa che il territorio fosse spopolato, né che coloro che vivevano là non fossero umani, ma che non costituissero 'un popolo', in altre parole, si sosteneva che non avessero nessuna concezione dello status di nazione nel senso occidentale moderno".
Secondo lo storico Adam M. Garfinkle, il significato evidente della frase era che gli Ebrei erano una nazione senza uno stato mentre la loro patria ancestrale, Israele, non era a quel tempo (il XIX secolo) la sede di alcuna nazione.
Il professore della Columbia University Gil Eyal scrive: "In realtà, è vero l'inverso. I sionisti non smisero mai di dibattere il nazionalismo palestinese, di discutere con esso e su di esso, di giudicarlo, di affermarne o di negarne l'esistenza, di sottolinearne le virtù e i vizi... L'accusa di 'negazione' è simplistica e ignora il fenomeno storico di un discorso polemico che ruota intorno all'asse centrale fornito dal nazionalismo arabo o palestinese...".

### Come rivendicazione territoriale basata sull'efficienza
Il teorico politico Tamar Meisels ritiene che l'argomentazione avanzata dallo slogan ricada in una categoria di rivendicazioni territoriali basate sull'efficienza di matrice lockiana, in cui gli stati nazione come l'Australia, l'Argentina e gli Stati Uniti difendono il loro diritto al territorio con il pretesto che il fatto che queste terre possano sostentare molte più persone sotto il loro governo di quante ne fossero sostentate dai metodi dei popoli aborigeni conferisca loro un diritto di possesso.